# 31946 Sahilabbi
31946 Sahilabbi è un asteroide della fascia principale. Scoperto nel 2000, presenta un'orbita caratterizzata da un semiasse maggiore pari a 2,2013516 au e da un'eccentricità di 0,1073177, inclinata di 8,26488° rispetto all'eclittica.
L'asteroide è dedicato allo studente statunitense Sahil Abbi.